# قطلوشاه
قطلوشاه، قطلو شاه، قطلشاه، قتلغ شاه أو قتلغ شاه نويان (المنغولية: Кутлугшах؛ الفارسية: قتلغشاه؛ الأرمنية: Խութլուշահը أو Cotlesse في المصادر الفرنجية)، كان جنرالًا في عهد حاكم مغول الإيلخانات محمود غازان في نهاية القرن الثالث عشر. كان نشطًا بشكل خاص في دولة جورجيا المسيحية، وخاصة أثناء الغزو المغولي للشام، حتى أدت هزيمته المخزية في عام 1303 إلى نفيه. قُتل أثناء غزو غيلان عام 1307.

## النشأة
كان قطلوشاه عضوًا في قبيلة مانغود. كان والده مانغهوداي نويان أحد كبار جنرالات قوبلاي خان، وكان جده جيدي نويان قائد مينغغان لجنكيز خان. كان عمه هولكوتو قورشي أيضًا أحد كبار أمراء الكيشيق لهولاكو وأباقا. كان لديه شقيقان أو ثلاثة أشقاء ماتوا قبل صعوده إلى الصدارة. كان أمير تيمور بوكا أحد إخوته الذين تولى قيادة مينغغان.

## تمرد نوروز
خدم أباقا كقائد له وأصبح رفيقًا للأمير آنذاك محمود غازان في خراسان عندما كان الأمير لا يزال مراهقًا بعد تمرد نوروز. ومع ذلك، لم يتمكن من الانخراط في الأمور العسكرية بسبب مرضه في شتاء عام 1289، لكنه انضم إلى حملة غازان ضد نوروز في الربيع. انضم إليه نورين آقا وأمير سوتاي، وقاوم نوروز دون جدوى. أرسل غازان قطلوشاه إلى كيخاتو المتوج حديثًا لإبلاغه بالتطورات في خراسان في عام 1291، لكن كيخاتو لم يكن مهتمًا كثيرًا بإرسال التعزيزات بعيدًا عن العديد من الأمراء. عند رؤية ذلك، عين غازان قطلوشاه نائبًا له في خراسان وتوجه إلى أذربيجان للقاء كيخاتو شخصيًا، لكن كيخاتو رفض مرارًا وتكرارًا رؤيته. في هذه الأثناء، تمكن قطلوشاه من التغلب على نوروز وأجبره على التقاعد في نيسابور. وبعد فترة ورد أن قطلوشاه كان يعاني من شرب الكحول بكثرة، وبعد علاجه توقف عن الشرب. وكان حاضرا مع غازان عندما عاد نوروز إليه في نوفمبر 1294.

## تحت غازان
بعد مقتل كيخاتو وتنصيب بايدو بن طرقاي، سار غازان ضد الإلخان الجديد عام 1295، متهمًا إياه بقتل عمه ظلمًا. قاد قطلوشاه الجناح الأيسر لجيش غازان وهزم بايدو، وأسره أخيرًا في نخجوان. بعد تنصيب غازان على العرش، تم تسليمه يد ابنة أرغون أولجاي تيمور خاتون في 30 مايو 1296. واقترب من غازان وطلب التحقيق في نوروز للاشتباه في خيانته.

### الحملات الأناضولية
اندلعت سلسلة من الثورات في الأناضول بعد إعدام طغاشار عام 1296. أولها كانت من قبل بالتو (من قبيلة جلائر)، الذي قبض على طغاشار وسلمه إلى غازان. عين غازان قطلوشاه ليقود ثلاث أورام نحو الأناضول لسحقه. بعد هزيمة بالتو وفراره اللاحق، سلم شريكه غياث الدين مسعود نفسه إلى قطلوشاه. بعد تلقيه الاستسلام، غادر قطلوشاه إلى هراة لسحق نوروز عام 1297 وإعدامه، وفي الوقت نفسه وقع تمرد جديد من قبل مرؤوس قطلوشاه، سولاميش (حفيد بايجو) عام 1298. أُجبر قطلوشاه على العودة من أران وانتصر عليه في 27 أبريل 1299 بالقرب من أرزنجان، مما دفع سولاميش إلى الفرار إلى مصر المملوكية.

### الحملات الجورجية
وكان لقطلوشاه دور مهم في مملكة جورجيا، حيث كان يمتلك أراضي، وكانت عائلته معروفة. غالبًا ما كان يتم استخدامه كوسيط وسفير للتفاوض مع الملك ديفيد الثامن الذي كان يعارض الحكم المغولي باستمرار.
عندما طلب ديفيد الثامن تطمينات من المغول، في شكل وعود ورهائن، قدم قطلوشاه ابنه شيباوتشي مع أبناء الأمراء المغول الآخرين، وأحضر حلقة غازان. ساعدت هذه التطمينات في إقامة علاقات أكثر ثقة بين الجورجيين والمغول، حيث كان الجورجيون أساسيين في الحفاظ على الدفاعات الشمالية لمملكة الخانات ضد القبيلة الذهبية. في عامي 1298 و1300، قاد قطلوشاه قمع ضد الثورات الشعبية في أراضي ديفيد الثامن.
وكان متورطاً في حادثة، حيث حرضه وزير غازان صدر الدين زنجاني على التحرك ضد رشيد الدين فضل الله الهمذاني. ومع ذلك، بعد تقرير قطلوشاه، تم القبض على الزنجاني وإعدامه على يد قطلوشاه نفسه في 30 أبريل 1298 مع أخيه قطب الدين بقطعه نصفين.

### الحملات الشامية
في عام 1300، وعد غازان بغزو كبير للشام. ومع ذلك، انتهى به الأمر بإرسال قوة أصغر في فبراير 1301، تحت قيادة قطلوشاه. ولم تفعل القوة التي يبلغ قوامها حوالي 60 ألف جندي سوى المشاركة في بعض الغارات حول الشام. وضع قطلوشاه 20 ألف فارس في غور الأردن لحماية داماس، حيث كان يتمركز حاكم مغولي. ولكن سرعان ما اضطروا إلى الانسحاب. وفقًا لمؤرخ العصور الوسطى تمبلر صور:
"في ذلك العام [1300]، وصلت رسالة إلى قبرص من غازان ملك التتار، مفادها أنه سيأتي في الشتاء، وأنه يرغب في أن ينضم إليه الفرنج في أرمينيا (...) أمالريك من لوزينيان، الشرطي ملك مملكة القدس، وصل في نوفمبر (...) وأحضر معه 300 فارس، ومثل هذا العدد أو أكثر من فرسان الهيكل والإسبتارية (...) وفي فبراير أميرال عظيم من التتار، اسمه كوتليسر ([قطلوشاه])، جاء إلى أنطاكية مع 60 ألف فارس، وطلب زيارة ملك أرمينيا الذي جاء مع غي من إبلين، كونت يافا، ويوحنا سيد جيبلت. وعندما وصلوا، أخبرهم كوتليسر أن غازان قد التقى مشكلة كبيرة من الرياح والبرد في طريقه. أغار كوتليسر على الأرض من هليبو إلى لا شيميل، وعاد إلى بلاده دون أن يفعل المزيد."

— Le Templier de Tyre، الفصل 620-622.
مُنح قطلوشاه أميرة أخرى من البيت الملكي في 7 أغسطس 1301، وهذه المرة القطلو خاتون، ابنة غايخاتو، بعد وفاة أولجاي تيمور.
قاد قطلوشاه أيضًا الهجوم المغولي على الشام عام 1303، بقوة قوية قوامها حوالي 80,000 جندي، بالإضافة إلى قوات من الأرمن. ومع ذلك، هُزِم قطلوشاه، إلى جانب جنرال مغولي آخر مولاي، مع الأرمن في حمص في 30 مارس 1303، وفي معركة شقحب الحاسمة، جنوب داماس، في 21 أبريل 1303. وتم صد غزوهم بشكل حاسم من قبل المماليك. يعتبر آخر غزو مغولي كبير للشام. وبحسب المؤرخ المقريزي، فإن قطلوشاه بالكاد نجا من عقوبة الإعدام بسبب هزيمته. وبدلاً من ذلك، تلقى الإذلال المتمثل في البصق عليه من قبل جميع الأشخاص الحاضرين أثناء محاكمته، وتلقى جميع جنرالاته الضربات بالهراوات كعقاب. ثم تم نفي قطلوشاه إلى منطقة غيلان.

## تحت أولجايتو
عند وفاة غازان عام 1304، رُفع شقيقه محمد أولجايتو إلى العرش. في وقت لاحق، تمت رجوع قطلوشاه لصالحه وتم تعيينه القائد الأعلى لقوات الإلخانات. تم تعيين ابنه قرانجوق للخدمة في الأناضول باعتباره الأمير العشرين لأولجايتو. قاد حملة أولجايتو في غيلان، بدءًا من عام 1306. وبعد مغادرته خلخال، نجح في إخضاع فومن وغسغره، اللذين أرسل حاكمهما دباج الهدايا إلى أمير بولاد كيا التابع لقطلوشاه. ومع ذلك، أقنع ابنه شيباوتشي قطلوشاه بالمضي قدمًا ونهب أراضي دباج. بناءً على رغبته، تم نهب جزء كبير من فومن وتم اعتقال عائلة دباج. تم إخراج بولاد كيا من البعثة وحل محله شيباوتشي، الذي هُزم أثناء مقاومة الجيوش المحلية من توليم ورشت وشفت. تعرض قطلوقشاه لكمين نصبه ريكابزين حاكم توليم في 13 يونيو 1307 وقتل. وتوجد عدة روايات أخرى عن وفاته، بما في ذلك إعدامه انتقامًا لنوروز. أعطى المؤرخ قطب الدين اليونيني تاريخ وفاته في 3 يوليو 1307. وتم نقل جثمانه إلى تبريز ودفن هناك. طَلُعَ مرؤوسه جوبان كقائد أعلى جديد للإلخانات بعد وفاته.

## شخصيته
وبحسب اليونيني، التقى بابن تيمية في 18 فبراير 1300 ودار بينهما حوار حول طبيعة الإسلام. وبحسب تيمية، كان قطلوشاه في الخمسينيات من عمره وكان لون بشرته مصفرًا ووجهه خالي من اللحية.
اعتنق قطلوشاه الإسلام إلى جانب غازان في عام 1295. ووفقًا لحكاية، قبل إعدامه، قال له حاكم جيلاك ريكابزين "ألم يكن هو الذي أنقذك من ارتداء الجوخة وشرب القمارص والدوغ والعمل في وظائف شاقة للحصول على رداء الشرف، التسبيح ومعطف الفرو، أطعمتك الحلوى والسكر، جعلتك أميرًا لبلاد إيران؟"، متظاهرًا بأنه منتقم لنوروز. وقد وصفته مصادر موثوقة بأنه مؤيد قوي للياسق ومنتقد للإسلام. وفي إحدى المناسبات، دعم شيخًا منافسًا لزاهد الجيلاني، الذي كان يخاف من غازان، على عكس الجيلاني الذي يخشى الله.

انتقد الإسلام مرة أخرى عام 1307، في عهد أولجايتو:
"ما هذا الذي فعلناه، تركنا ياسق ويسون جنكيز خان الجديدين، وأخذنا دين العرب القديم الذي ينقسم إلى بضع وسبعين جزءًا؟ واختيار أي من هذين الطقسين سيكون عارًا وخيانةً للشرف، ففي إحداهما يجوز الزواج بالبنت، وفي الأخرى العلاقة مع الأم أو الأخت. ونعوذ بالرب منهما! دعونا نعود إلى ياسق ويسون جنكيز خان!"
وصفه ستيفن أوربيليان بأنه "صديق للمسيحيين" في "تاريخ مقاطعة سيونيك". العديد من الأشخاص في التاريخ الأرمني، بما في ذلك غريغوري من تاتيف (كان اسمه العلماني كوتلوشاه) والأمير خوتلوشاه من أرزينجان (توفي عام 1386) حملوا اسمه أيضًا.

## عائلته
كان له زوجات عديدة منهن أميرتان إلخانيتان:
- أولجاي تيمور خاتون (تزوجها في 30 مايو 1296) — ابنة أرغون.
- القطلوغ خاتون (تزوجها في 7 أغسطس 1301) - ابنة كيخاتو.

مع زوجات أخريات:
- شيباوتشي — أمير، جرده أولجايتو من ألقابه لاحقًا لتسببه في وفاة والده.
- إقبالشاه — مُنح ملكيته في جورجيا من قبل أبو سعيد.[23]
- قرانجوق — الأمير العشرون لأولجايتو، المتمركز في الأناضول.[19]
- سيفينش قطلوك — تزوجت من أمير سيفينش في 15 فبراير 1311.
- ابنة - متزوجة من الأمير حرقوداق.[24]